# Арисима, Такэо
Такэ́о Ари́сима (яп. 有島 武郎 Арисима Такэо, 4 марта 1878 — 9 июня 1923) — японский писатель, видный представитель литературной группы «Сиракаба» («Белая берёза»).
Подвергся сильному влиянию философии Льва Толстого. Принадлежа к привилегированным слоям общества, испытывал обострённое чувство вины перед теми, кто был лишён преимуществ его положения. Пытался найти решение на путях христианского учения о любви к ближнему, в рамках теорий социализма и анархизма. Основные сочинения: роман «Женщина» (或る女) и повесть «Потомок Каина» (カインの末裔).

## Биография

### Родители
Арисима Такэси, отец писателя, был самураем из Сацума, участником войны против сёгуната, и после её окончания благодаря покровительству Мацуката Масаёси был назначен заместителем начальника Управления налогов и пошлин Министерства финансов, a с 1882 по 1891 год занимал пост начальника таможни Йокогамского порта. Он приобрёл земли на Хоккайдо, которые в 1909 году подарил Такэо как своему старшему сыну.
Мать писателя, Яманоути Юки, происходила из семьи высокорангового самурая из Намбу (современная префектура Иватэ). Юки воспитывалась в аристократической среде, была знакома с китайской классической литературой, знала чайную церемонию и искусство составления ароматов. Однако в 1868 году род Намбу выступил на стороне сёгуната, проиграл, и семья Яманоути оказалась без средств. Юки одно время была вынуждена зарабатывать на жизнь шитьём. В 1877 году она вышла замуж за Такэси Арисиму.
B 1918 году в журнале «Тюо корон» были опубликованы очерки трёх братьев Арисима: Такэо, Икума и Хидэо, — об их родителях. Такэо в очерке «Мои отец и мать» («Ватакуси-но тити то хаха») подчёркивал, что в нём соединялась кровь южанина-отца и северянки-матери, объясняя этим противоречивость своей натуры.

### Ранние годы
В других очерках о своем детстве и родителях — «Моя мать» («Ватакуси-но хаха») и «Моим малышам» («Тиисаки моно-э») — Такэо Арисима добавляет, что на противостояние север—юг в дальнейшем наложилась дихотомия Восток — Запад, связанная с его воспитанием.
Такэо Арисима получил строгое традиционное воспитание. Независимо от времени года и погоды его ежедневно будили на рассвете, и он выходил в сад упражняться в фехтовании на мечах. Он занимался также стрельбой из лука и верховой ездой. Возвращаясь из школы, он должен был читать труды Конфуция, изучать конфуцианскую этику и китайскую литературу.
С 4 до 14 лет Арисима жил в Йокогаме, в квартале для иностранцев, и был знаком с реалиями западного образа жизни: в Йокогаме работали ипподром, европейские отели и госпитали, церкви и мясные лавки. По работе отец писателя много контактировал с европейской общиной, и в доме Арисима бывали иностранцы. Отец заставлял детей заниматься английским: Такэо и его сестру Айко посылали на весь день в дом знакомого американца, чтобы они совершенствовались в разговорном английском.
Такэо был подготовлен к поступлению в Йокогамскую английскую школу (Ёкохама эйва гакко), в которой он проучился с 1884 по 1887 год. В программу обучения входило чтение Библии, и Такэо Арисима впервые близко познакомился с христианством. Он пережил столкновение двух систем ценностей. Этот период описан Арисимой в рассказе «Кисть винограда» («Хитофуса-но будо», 1920).
B 1889 году Арисима поступил в Школу пэров, которую впоследствии критиковал за консерватизм, запрещение любых дискуссий и систему беспрекословного послушания.
Уже в школьные годы у Арисимы проявился интерес к литературе. Школьником он написал рассказ «Самурай годов Кэйтё» («Кэйтё буси») о поражении войск клана Сацума в битве при Сэкигахара и несколько других небольших рассказов, которые не были опубликованы при его жизни. Все они были написаны на классическом письменном языке (бунго) под псевдонимом.
B 1896 году Арисима, окончив среднюю школу первой ступени, перешёл в среднюю школу старшей ступени, окончание которой давало право поступления в университет. Однако Арисима предпочёл уйти из школы и уехал на Хоккайдо, чтобы поступить в Сельскохозяйственный колледж в Саппоро.

### Колледж
Сельскохозяйственный колледж в Саппоро был основан в 1872 году с целью содействия освоению земель на Хоккайдо. Для достижения реальных результатов из США был приглашён преподавателем Уильям Смит Кларк; 1826—1886), основатель и третий президент Массачусетского сельскохозяйственного колледжа в Амхерсте (англ. Massachusetts Agricultural College). Он оказал большое влияние на формирование учебной программы и на атмосферу в этом учебном заведении. Кларк требовал от студентов самостоятельности и самоуважения. Одним из результатов его политики было принятие Библии в качестве основного морально-этического текста. B 1896 году, в момент поступления в колледж Арисима, среди преподавателей было несколько человек, принадлежавших к первому выпуску, учившемуся ещё у Кларка. Среди них был Нитобэ Инадзо (1862—1933), знакомство, a затем и дружба с которым сыграли заметную роль в жизни Арисимы. Нитобэ родился в Мориока и происходил из семьи самураев того же княжества Намбу, что и мать писателя, так что приехавший в Саппоро Арисима остановился у него.
Каждое воскресенье Нитобэ проводил у себя дома занятия по Библии для студентов, и Арисима присоединился к этой группе в изучении христианского вероучения. В круг интересов Арисима в этот период входило также творчество Томаса Карлейля.
После отъезда Нитобэ в Камакура, a затем в США, ближайшим другом Арисимы стал Кокити Моримото. Моримото ещё в Токио посещал христианскую школу и был крещён, что позволило Арисима продолжать изучение и обсуждение темы христианства: собственно проблемы христианской теологии, и особенно вопросы греха и искупления.
Большое влияние на Арисиму оказало его знакомство в 1897 году с Утимурой Кандзо, одним из первых выпускников Сельскохозяйственного колледжа и ревностным последователем христианства. Арисима изучал работы Утимуры «В поисках мира» («Кюанроку») и «Утешение верующего христианина» («Киристо синто нагусамэ»), вышедшие в 1893 году. По рекомендации Утимуры он был принят в общину Индепендентской церкви Саппоро, но не крестился, считая это необязательным.
B 1872 году в Японии была введена всеобщая воинская повинность, и Арисима после колледжа со степенью «ногакуси» (бакалавра агрономии) был призван в армию. Один год, проведённый им на военной службе, навсегда сделал Арисиму пацифистом. Тогда же он начал интересоваться взглядами социалистов.

### США
B 1903 году Арисима уехал в США, чтобы продолжить своё образование в расположенном неподалёку от Филадельфии основанном квакерами Хаверфордском колледже, который рекомендовал ему Нитобэ. Пребывание в христианской Америке показало Арисиме противоречивость христианского учения и христианской практики.
B 1904 году Арисима перешёл в аспирантуру Гарвардского университета, где познакомился с Канэко Киити, сотрудником журналов социалистического направления и участником социалистического движения в Америке. Под его влиянием интерес Арисимы к социализму ещё более углубился. Он читает труды Уолта Уитмена, Генрика Ибсена, Петра Кропоткина.
События этого времени нашли отражение в романе Арисимы «Лабиринт» («Мэйро»), в значительной степени основанном на автобиографическом материале. Роман публиковался частями. Первая часть вышла в 1915 году в журнале «Сиракаба», вторая — в 1917 году в «Тюо корон» и третья — в 1918 году в журнале «Синсёсэцу». Герой романа — японский студент в США. Среди его знакомых японский социалист К, в котором нетрудно узнать Канэко, и американец — юрист П. (Пибоди, с которым Арисима познакомился в Бостоне). Основной темой первой части романа является отход героя от христианства и растущий интерес к социализму.

### Семья и смерть
В 1910 году Арисима женился, но в 1916 году его жена умерла от туберкулёза, оставив его с тремя детьми. В 1922 году Арисима познакомился с Акико Хатано, редактором женского журнала Фудзин Корон, замужней женщиной. У них возник роман, о котором стало известно мужу Акико. В результате Арисима и Хатано совершили двойное самоубийство, повесившись в Каруидзаве.

### Дети
Сын Юкимицу (1911—1973) стал известным актёром, выступал под псевдонимом Масаюки Мори.

## Наследие
После смерти Арисима стал знаменит благодаря подробным дневникам, составляющим около двадцати томов сокровенного жизнеописания, страхов и надежд. Современники считали Арисиму философом и общественным критиком в той же степени, что и писателем. В своём творчестве он критиковал христианство, находился под влиянием социализма, Библии, гуманистических идей Льва Толстого и идей анархизма.

## Издания на русском языке
- Арисима Такэо. Женщина. Потомок каина / Пер. А. Рябкина. — М.: Художественная литература, 1967. — 396 с.